# Das Leben ist Saad
Das Leben ist Saad ist das erste Soloalbum des Rappers Baba Saad. Es erschien am 16. Juni 2006 über das Label ersguterjunge.

## Titelliste
| #  | Titel                              | Gastbeiträge  | Produzent    | Länge |
| -- | ---------------------------------- | ------------- | ------------ | ----- |
| 1  | Intro                              |               | Beatlefield  | 1:10  |
| 2  | Grün - Weiß WB                     |               | Beatlefield  | 3:15  |
| 3  | Glaub an dich                      | Chakuza       | Beatlefield  | 3:03  |
| 4  | Womit hab ich das verdient         |               | Beatlefield  | 3:36  |
| 5  | Gefangen                           | Azad          | Benny Blanco | 3:55  |
| 6  | S Doppel A                         |               | Beatlefield  | 3:11  |
| 7  | Was mir fehlt                      |               | Beatlefield  | 3:18  |
| 8  | Die letzten werden die Ersten sein | Eko Fresh     | Bushido      | 3:38  |
| 9  | Komm endlich zurück                | Bahar         | Bushido      | 3:33  |
| 10 | Prost auf dich                     | Bushido       | Decay        | 3:31  |
| 11 | !! Wieso !!                        | Bizzy Montana | Beatlefield  | 2:45  |
| 12 | Das Leben ist Saad                 |               | Screwaholic  | 3:17  |
| 13 | Ich halt die Stellung              |               | Beatlefield  | 3:53  |
| 14 | Verschwunden                       | D-Bo          | Kingsize     | 3:43  |
| 15 | Unterschätzt                       |               | Beatlefield  | 3:02  |
| 16 | Carlo Cokxxx Nutten Flavor         | Bushido       | Decay        | 2:57  |
| 17 | Um uns herum                       | JokA          | Benny Blanco | 4:04  |
| 18 | Outro                              |               | Beatlefield  | 2:05  |

## Illustration
Auf dem Cover sieht man Baba Saad an einem See stehen. Der mit Lederjacke, weiter Hose und Baseballcap gekleidete Rapper spiegelt sich komplett im Wasser. Auf der linken Hälfte steht in verzierter weißer Schrift der Titel des Albums. Ein paar Farbkleckse überziehen die im graulich gehaltene Szene.

## Gastbeiträge

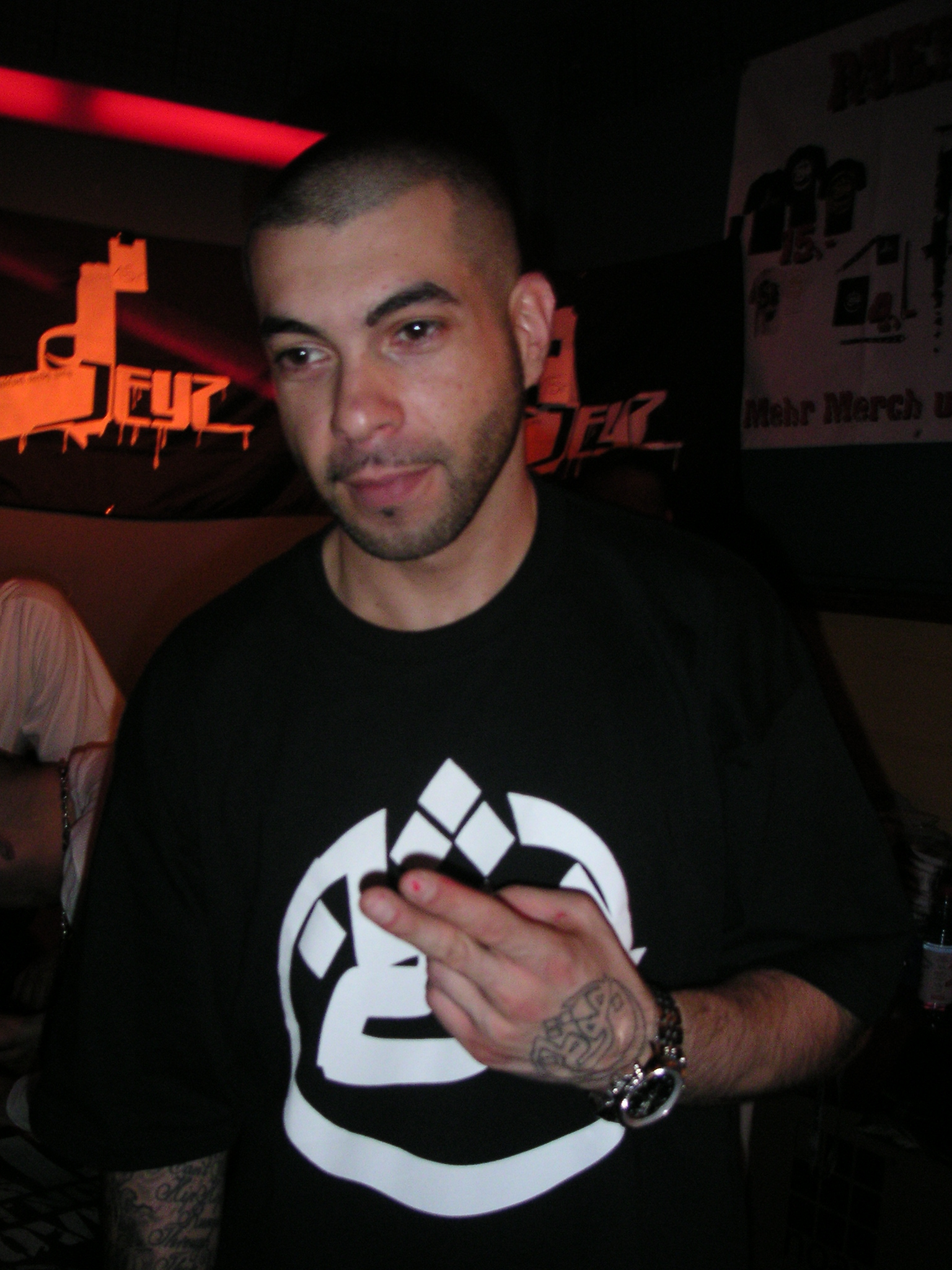
Rapper Azad

Das Album beinhaltet Gastbeiträge, sogenannte Features, von sieben verschiedenen Künstlern. Die Zusammenarbeit mit den Rappern Bushido, Chakuza, Eko Fresh, Bizzy Montana und D-Bo lag nahe, da diese ebenfalls bei dem Label ersguterjunge unter Vertrag stehen. Die Rapperin Bahar war, zu dem Zeitpunkt, als das gemeinsame Lied aufgenommen wurde, ebenfalls vertraglich an ersguterjunge gebunden. Ein weiteres Lied entstand mit dem Frankfurter Rapper Azad. Auch mit JokA, einem alten Freund aus Baba Saads Heimatstadt Bremen, gelang eine Zusammenarbeit.

## Produzenten
Als Hauptproduzenten des Albums fungierte das bei Ersguterjunge unter Vertrag stehende österreichische Produzentenduo Beatlefield. Sie sind zuständig für die Beats der Tracks Intro, Grün Weiß WB, Glaub an dich, Womit hab ich das verdient, S Doppel A, Was mir fehlt, Komm endlich zurück, Wieso, Ich halt die Stellung, Unterschätzt und Outro. Des Weiteren produzierte der bei Bozz Music unter Vertrag stehende Produzent Benny Blanco die Tracks Gefangen und Um uns herum. Ebenfalls zwei Beats steuerte der Ersguterjunge Inhouse Produzent Decay bei. Hierbei handelt es sich um die Tracks Prost auf dich und Carlo Cokxxx Nutten Flavour. Screwaholic, welcher zum Zeitpunkt des Releases ebenfalls bei Ersguterjunge unter Vertrag stand, produzierte den Track Das Leben ist Saad. Ebenfalls ein Beat stammt von dem German Dream Produzent Kingsize, welcher dem Song Verschwunden zuzuordnen ist. Außerdem steuerte Labelboss Bushido den Beat zu dem Eko Fresh featurenden Track Die ersten werden die Letzten sein bei.

## Resonanz

### Erfolg
Das Album stieg auf Platz 15 der deutschen Charts ein. Der Tonträger konnte sich sieben Wochen lang in den deutschen Albumcharts halten. In Österreich erreichte das Album Rang 39 der Hitparade. Die Single Womit hab ich das verdient stieg auf Platz 68 ein und blieb fünf Wochen lang in den Single-Charts.

### Kritik
rap.de: „Alles in allem ist „Das Leben Ist Saad“ ein mehr als gelungenes Debüt. Saad übertrifft alle Erwartungen und zeigt sich so vielfältig wie nie zuvor. Wer hätte vorher gedacht, dass Bremens berühmtester Rapper uns ein Album, wie dieses, nahezu ohne Schwächen, präsentieren würde? Käufer dieser Platte werden mit Sicherheit nicht von ihrem Umtauschrecht Gebrauch machen müssen und vielleicht zollen die zahlreichen Kritiker Saad wenigstens den Respekt, den er hiermit eindeutig verdient hat.“
Das deutsche Hip-Hop-Magazin Juice bezeichnete Das Leben ist Saad als „Beweis“ für die steigende Relevanz des deutschsprachigen Raps und vergab dem Tonträger 4,5 von möglichen 6 „Kronen“. In der Bewertung werden die Beats positiv hervorgehoben. Diese fügen sich, nach Ansicht des zuständigen Redakteurs, „perfekt in den kohärenten Spannungsbogen des Albums“ ein. Als negativ werden die Gastauftritte der Rapper Chakuza und Bizzy Montana gesehen.

„Im Wesentlichen setzt sich Saad auf authentische Weise mit den Fallstricken des eigenen Lebens auseinander - ob es nun die Thematik des Bürgerkriegs in […] Libanon ist, die Perspektivlosigkeit und Feindseligkeit der sozialen Brennpunkte, die Abwesenheit seines Vaters als männliche Bezugsperson, Beziehungsprobleme, das Lebensgefühl der desillusionierten Post-Spaßgeneration oder auch der Tod eines engen Freundes bei einer sinnlosen Clubstreiterei. Sicherlich erfindet Saad das Rap-Rad nicht neu, zu sehr ist er in Reimtechnik und Diktion beeinflusst von seinen offensichtlichen Vorbildern Bushido und Azad. […] Dennoch, das Selbstbewusstsein, mit dem Baba Saad zu seinem Hip-Hop-Entwurf steht, ist neu. Hier wird Position zu den eigenen Themen bezogen, von den eigenen Sprach- und Kleidungscodes bis hin zu eigenen musikalischen Einflüssen.“